# 11189 Rabeaton
A 11189 Rabeaton (ideiglenes jelöléssel 1998 QQ43) a Naprendszer kisbolygóövében található aszteroida. A LINEAR projekt keretében fedezték fel 1998. augusztus 17-én.